# Calle de Fuencarral
La calle de Fuencarral es una vía comercial de Madrid que discurre de sur a norte entre los barrios de Chueca y Malasaña, desde la Gran Vía hasta la glorieta de Quevedo, en los distritos de Centro y Chamberí. Toma su nombre por ser uno de los caminos que comunicaba el Madrid medieval con el antiguo pueblo de Fuencarral. Desde finales del siglo xix ha desarrollado una tradición de calle populosa y comercial, a pesar de la angostura de aceras y calzada en su parte inicial; y ya en el inicio del siglo xxi distintas alcaldías modificaron algunos tramos como calle peatonal.

## Historia
Su trazado y su nombre se deben al hecho de que en su origen fuera este uno de los caminos que llevaban al villorrio de Fuencarral, junto con los casi paralelos de Valverde (por la Virgen de Valverde, Patrona del pueblo de Fuencarral) y de Hortaleza, que llegaba hasta la pequeña pobladura de tal nombre.
Ocupado el terreno aledaño por los montes del término municipal de Fuencarral, durante el reinado de Felipe III, aparece como «camino o calle de Fuencarral» en el plano de Texeira de 1656 y en el de Espinosa (1769), en el que concluye en la Puerta de los Pozos, demolida en 1865 junto con la vecina puerta de Fuencarral, situada en realidad en la calle Ancha de San Bernardo, Entre las edificaciones más antiguas los cronistas hablan de la Quinta del Buen Pastor o la desaparecida ermita dedicada a san Pablo y algunas «casas rústicas», registradas desde 1653.
En un principio el tramo final de la calle (entre las hoy glorietas de Bilbao y Quevedo) se llamó calle de la Mala de Francia, por ser la natural salida de las postas y diligencias de la antigua carretera de Irún.
En el número 48, se conserva el Humilladero de Nuestra Señora de la Soledad, una pequeña capilla de ladrillo con obra de 1712.
A mediados del siglo xix la calle terminaba entre dos grandes fincas: a la derecha la de Paulo Charquías, donde tenía montados los pozos de la nieve que llegaban hasta el Saladero; y a la izquierda el llamado “Jardín de Apolo” propiedad de Francisco de Bringas que ocupaba toda la antigua manzana 478. Enmarcando el camino de Francia se levantaba la nueva Puerta de Bilbao (hoy Glorieta de Bilbao).
En 1861, Mesonero Romanos le daba a esta calle (entre la Montera y los Pozos de la Nieve) una extensión de 3.676 pies, con una numeración que por su lado izquierdo alcanzaba los 103 portales, y 92 por el derecho; ampliaba los datos del catastro censando 3.057 vecinos y observando el dato insólito de que no existía en su recorrido ninguna iglesia y un único edificio público, el Hospicio de San Fernando. Entre las casas nobles más antiguas que conservaba la calle en 1861, menciona Mesonero las del marqués de la Torrecilla (en el n.º 55), la del «marqués de Nava-hermosa», la antigua casa del marqués de la Mina –y luego del de Ariza–. También enumera algunas casas nuevas, como la de los duques de Veragua, o la del conde de Cedillo y luego del marqués de Morante. En el número 8 sitúa la casa que se mando construir el dramaturgo Leandro Fernández de Moratín
Con motivo del trazado de la Gran Vía urbana de Madrid se demolió la suntuosa casa de Astrearena –que ocupaba el antiguo número 2 al inicio de la calle–, construida mediado el siglo xviii para el marqués de Murillo, Pedro de Astrearena, y cuyo aspecto ampuloso inspiró en la jerga castiza madrileña la expresión «la casa de Astrearena, mucha fachada y poca vivienda». En los bajos de ese ‘palacete’ vivió María Teresa del Toro cuando se casó con Simón Bolívar. También, en el número 113 hubo un «Asilo de jóvenes sirvientas» a finales del siglo 
xix.
A la altura de los números 20 y 22 estuvo el convento de los Agonizantes de san Camilo de Lelis, que llegaba hasta la calle de Hortaleza y desapareció con la Desamortización.
Recoge Répide noticia del truculento crimen ocurrido el 1 de julio de 1888 y conocido como el crimen de la calle Fuencarral, por el asesinato de una señora viuda, presuntamente por su criada, en el piso segundo izquierda del número 109 (actual 95). En otro orden de cosas, recuerda Répide que en la confluencia de Fuencarral con la corredera Alta de San Pablo estuvo una de las fuentes más famosas de Madrid, la llamada de Matalobos.
Desde 1998 se han acometido varias fases del proyecto de remodelación de la calle, partiendo del inicial presentado por Horacio Fernández del Castillo y Juan Armindo Hernández. En 2009, el Ayuntamiento de la Villa adaptó parte de su recorrido como zona peatonal.

### Edificios históricos

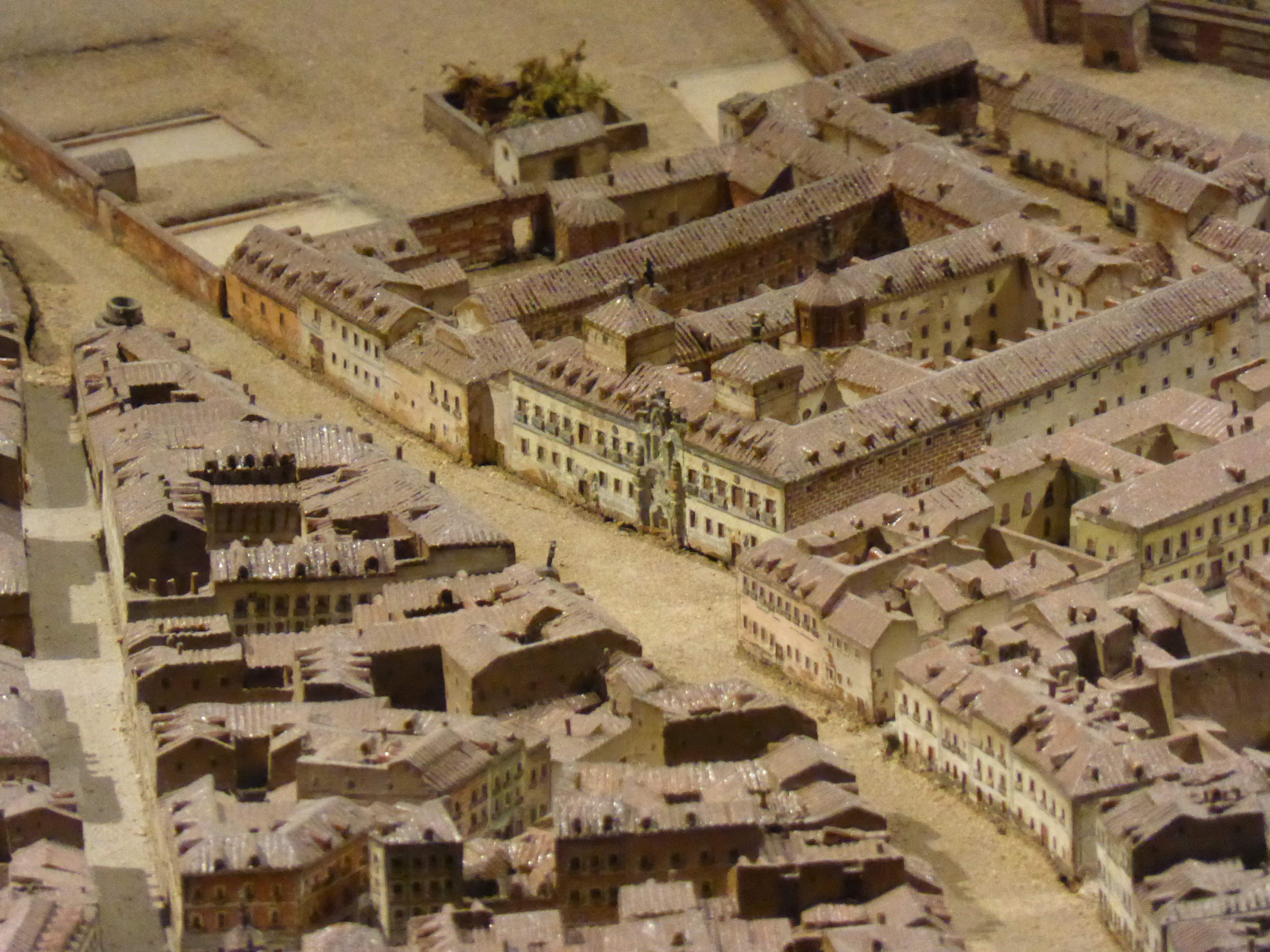
Modelo de Madrid, del ingeniero León Gil de Palacio, entre los años 1828 y 1830. Calle de Fuencarral, con la manzana del Real Hospicio de San Fernando, finalmente Museo de Historia.

En el número 78, ocupando la parte más noble del antiguo Real Hospicio de San Fernando, se encuentra el Museo de Historia de Madrid, creado como Museo Municipal en 1929 y convertido en Museo de Historia de Madrid en 2007. Cerrado durante un largo periodo de remodelación, se abrió de nuevo en 2014. En su espacio se encuentra la gran maqueta de Madrid, construida entre los años 1828 y 1830, por el ingeniero y cartógrafo militar León Gil de Palacio y que muestra la Villa antes de las desamortizaciones que supusieron el derribo de numerosos conventos y el saneamiento de espacios urbanos, dando lugar a las grandes reformas de la Puerta del Sol y la Gran Vía.
A la altura del número 81 está el edificio del Tribunal de Cuentas, obra de Francisco Jareño en 1860, con posteriores reformas, rectificaciones y el añadido de un ático sobre la cornisa original.
En el n.º 129 –en la conjunción de las calles Sandoval, Ruíz y Fuencarral–, estuvo el primer Teatro Maravillas, inaugurado en 1887 como salón de verano. El último teatro Maravillas, teatro estable proyectado por Alfonso María Vega y abierto en 1918, se encuentra en la calle de Manuela Malasaña, con vuelta a la de San Andrés.

### Arquitectura de locales de ocio
Durante gran parte del siglo xx, el tramo final de Fuencarral concentró una variedad de locales de ocio, en su mayoría cines y algún teatro, que le dieron cierta prestancia de ‘calle del cine’, alternativa o en competencia con la Gran Vía.

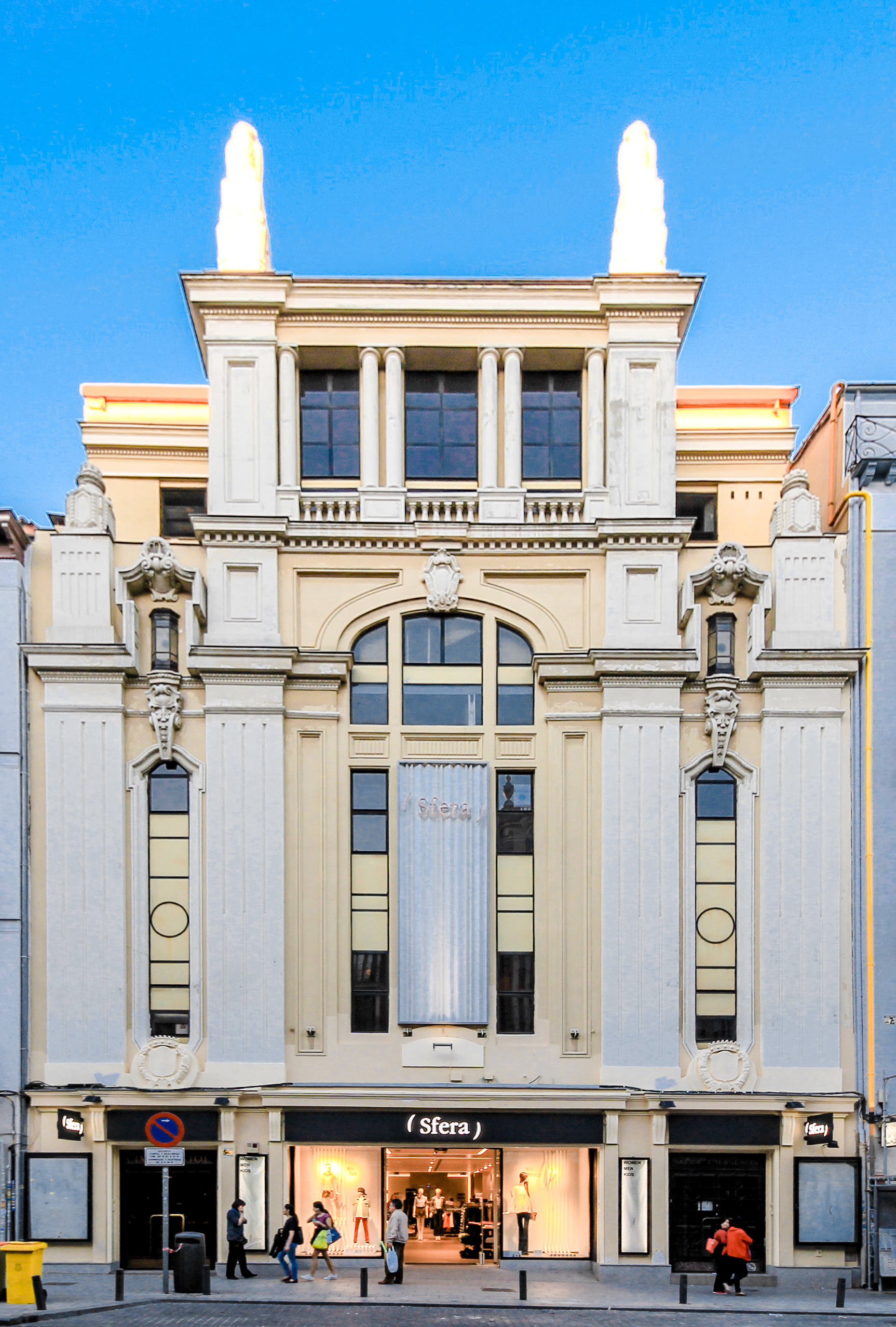
Cine Bilbao, en el n.o 118
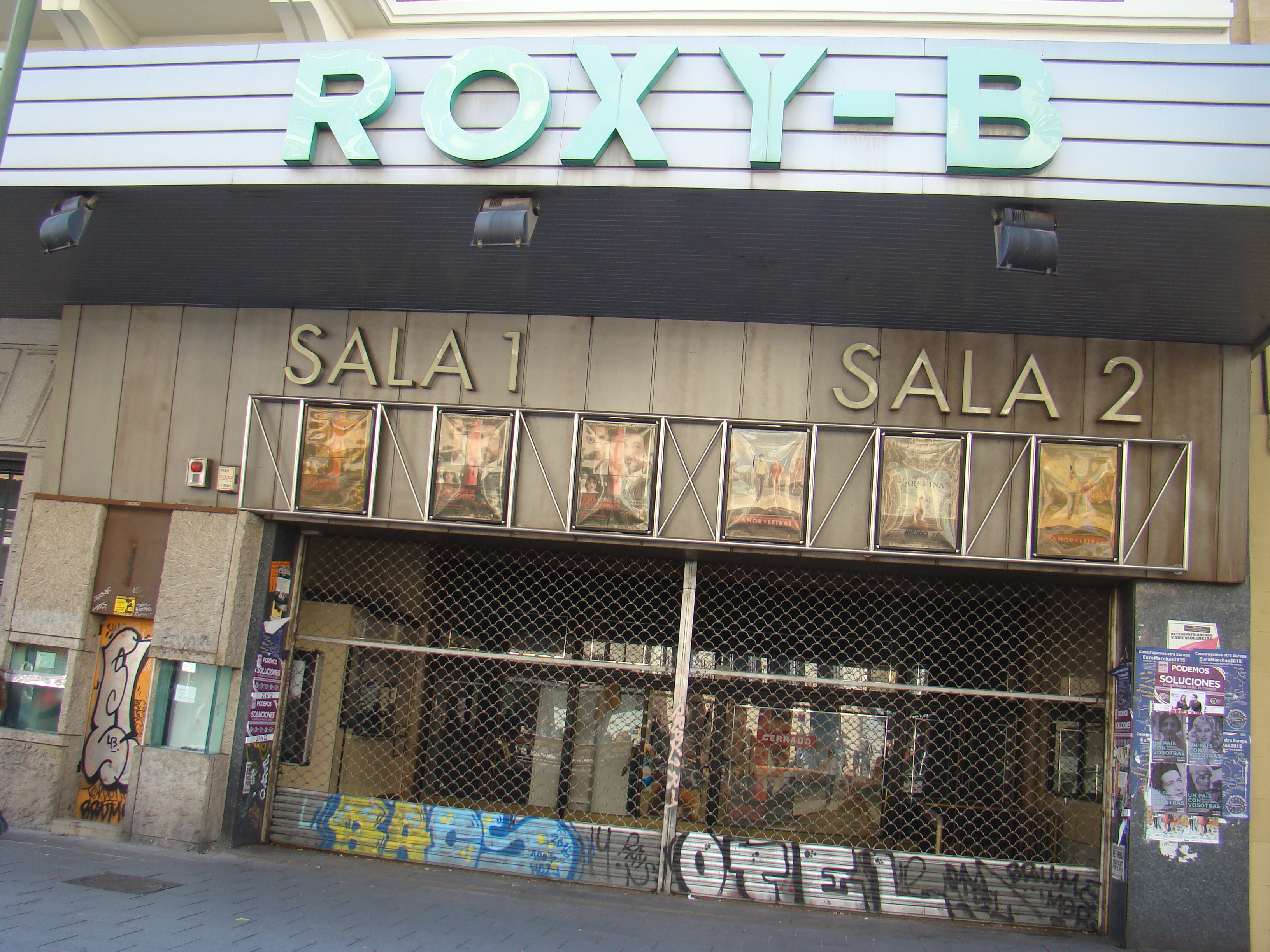
en el n.o 123
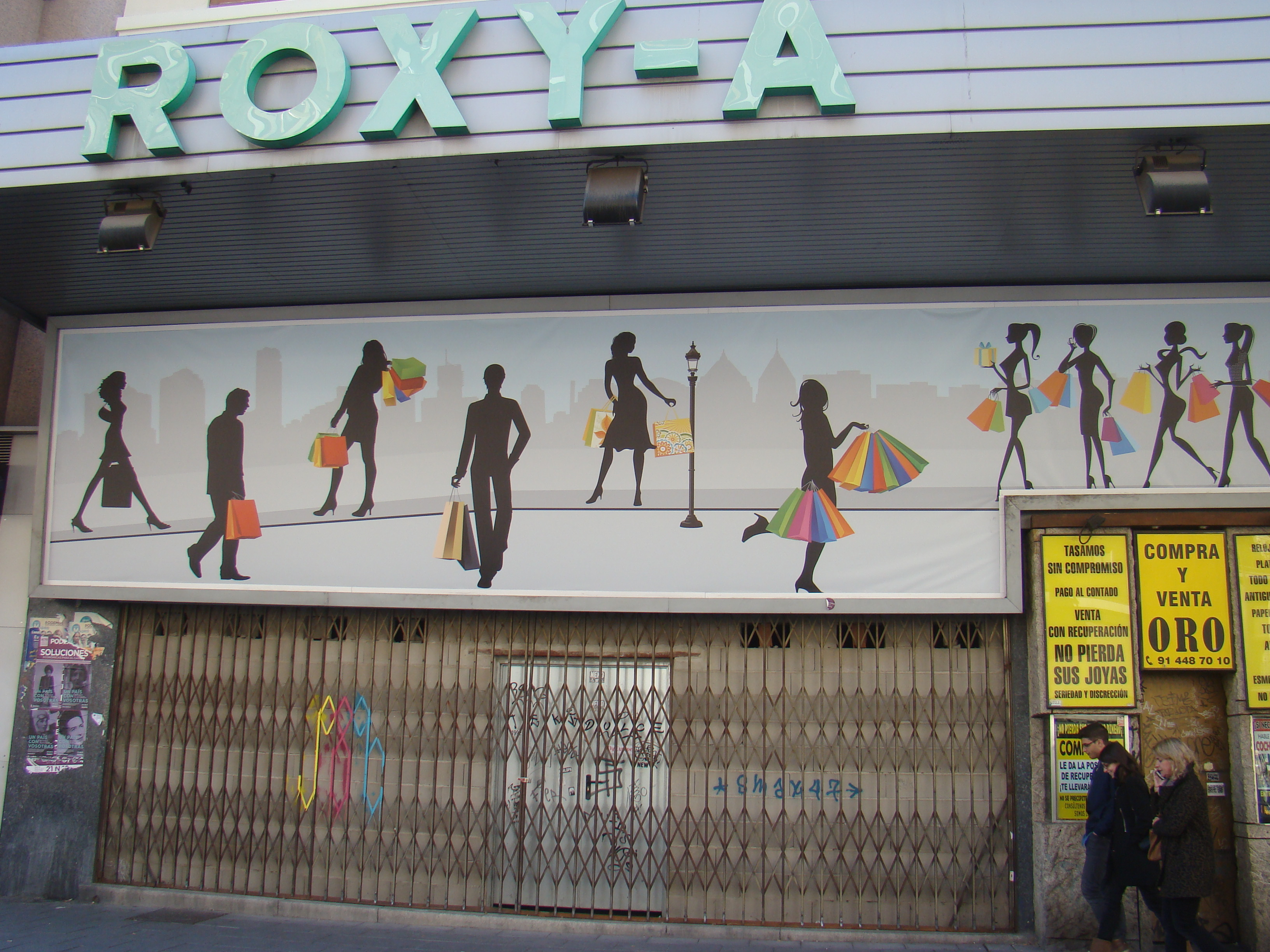
en el n.o 125
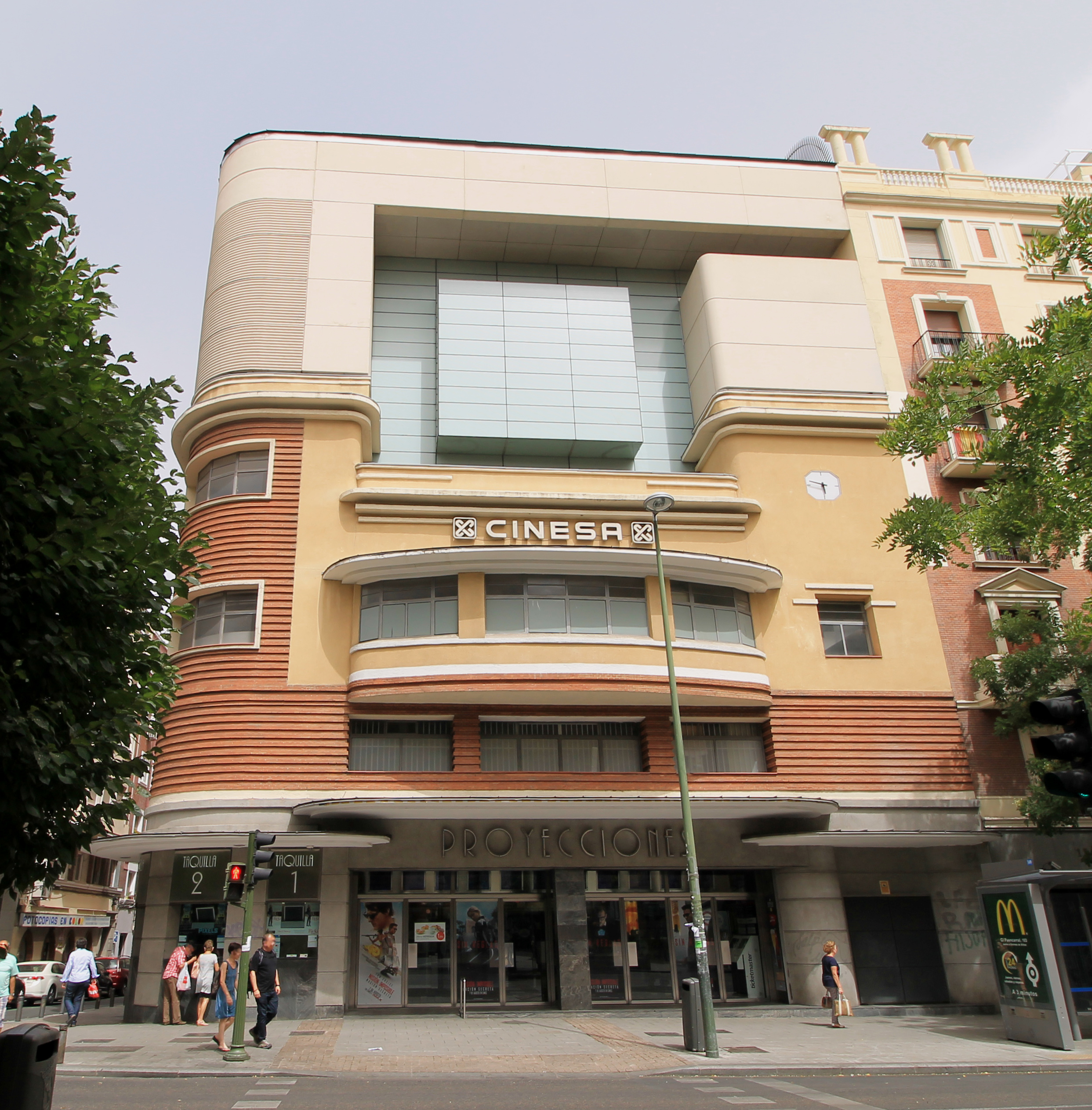
en el n.o 136

## Vecinos ilustres
- Tuvo modesta casa propia en el n.o 8 (y luego 17) el escritor Leandro Fernández de Moratín.
- En el n.o 2, luego demolido, vivieron su noviazgo hacia 1801 María Teresa del Toro y un joven Simón Bolívar.
- A la altura del actual n.o 81 estuvo el palacete del Conde de Aranda, ministro de Carlos III, caído en desgracia con Carlos IV.[2]
- En 1843 nació en la casa del n.o 6 la cantante Adelina Patti.[e][2]
- En el n.o 22, murió nonagenaria Pepita Tudó, amante de Manuel Godoy, el 7 de septiembre de 1869.
- En el n.o 26 murió el 18 de septiembre de 1863 Pedro Calvo Asensio.[9][10]
- En la fachada del n.o 125, una placa labrada recuerda en esa casa vivió y murió en 1884 el escritor Antonio García Gutiérrez.
- En el n.o 4 tuvo casa, biblioteca y «cenáculo para conspiradores monárquicos»,[2] el político Antonio Cánovas del Castillo, en la década de 1870.
- En 1918 abrió su estudio en el n.o 4 de esta calle el fotógrafo Alfonso, instalación que tras su destrucción durante el asedio de Madrid en la guerra civil española, fue trasladada a la Gran Vía.[18]